# Musikpiraten (Verein)
Musikpiraten e. V. war ein deutscher Verein, dessen Ziel nach eigener Aussage die „Förderung freier Kultur mit dem Schwerpunkt Musik als künstlerisches Ausdrucksmittel“ war. Er wurde Juni 2009 von Musikern und Mitgliedern der Piratenpartei Deutschland gegründet.

## Vereinstätigkeit
Bereits im Gründungsjahr veranstaltete Musikpiraten erstmals den Free! Music! Contest. Das Konzept des Wettbewerbs ist an das des Open Music Contest angelehnt: Teilnehmen können nur Bands und Musiker, die ihre Werke unter einer Creative-Commons-Lizenz veröffentlichen. Nach Angaben der Veranstalter nahmen 2010 über 130 Künstler aus rund 30 Ländern teil. Diese große internationale Bekanntheit des Wettbewerbs erreichte der Verein dadurch, dass er den Autor Cory Doctorow als Schirmherr gewinnen konnte. Bands, die am Free! Music! Contest teilgenommen bzw. gespielt haben, sind etwa all:my:faults, Pornophonique, David Rovics und  Raziel Jamaerah.
Im März 2010 veranstaltete der Verein unter dem Motto „#37cc – eine Woche freie Musik“ ein Vernetzungsprojekt für Musikblogger. 70 Teilnehmer empfahlen über Twitter, identi.ca und ihren Blogs unter Creative Commons lizenzierte Musik. Im Dezember 2010 veröffentlichte der Verein ein Liedbuch mit gemeinfreien Weihnachtsliedern.
Nachdem die GEMA 2010 in einem bundesweiten Schreiben an Kindertagesstätten für das Kopieren von Notenblättern von diesen 56 Euro Gebühr für 500 Kopien verlangt hatte, entschloss sich der Verein, ein Liederbuch mit gemeinfreien Kinderliedern herauszugeben und dieses an alle Kindertagesstätten in Deutschland kostenlos zu verteilen. Innerhalb weniger Wochen wurden den Musikpiraten mehr als 40.000 Euro gespendet, so dass 54.800 Liederbücher produziert und verteilt werden konnten. Im September wurde eine Instrumental-Version aller Lieder zum Download freigeben, die beim Verein auch kostenlos auf CD bestellt werden konnte.
Nach der Produktion und Veröffentlichung einer Kompilation der Siegertitel des Free! Music! Contest 2011 unter einer CC-Lizenz verklagte die GEMA den Musikpiraten e. V. und verlangte die Offenlegung der Klarnamen zweier Mitglieder der Band „texasradiofish“, die ihre Musik bei den Musikpiraten unter Pseudonymen publizierten. Die GEMA verweigerte deshalb die Bestätigung, dass der betroffene Titel GEMA-frei ist, da sich nicht ausschließen ließe, dass die Musiker bei einer Verwertungsgesellschaft unter Vertrag sind und der Titel somit GEMA-pflichtig wäre (GEMA-Vermutung). Nach Auffassung des Musikpiraten sollte hingegen eine Lizenzforderung durch die im deutschen Urheberrecht verankerte Möglichkeit der pseudonymen und anonymen Veröffentlichung ausgeschlossen sein. Am 27. August 2012 urteilte das Amtsgericht Frankfurt am Main in diesem Verfahren zugunsten der GEMA und verpflichtete den Musikpiraten e. V. zur Zahlung des Streitwertes von 68 Euro plus Zinsen, ließ aber wegen der grundsätzlichen Bedeutung der Klage eine Berufung vor dem Landgericht zu. Diese wurde am 5. September 2013 vom Frankfurter Landgericht abgewiesen. Weitere Rechtsmittel wurden aufgrund des geringen Streitwertes nicht zugelassen.
Am 1. Dezember 2013 veröffentlichten die Musikpiraten die bereits dritte Auflage der Sammlung mit gemeinfreien Liedern „Singen im Advent“. Das Buch kann, wie seine Vorgänger, sowohl als PDF‑Datei heruntergeladen werden als auch in gedruckter Form bestellt werden.
Der Verein wurde durch Beschluss der Mitgliederversammlung im Dezember 2022 aufgelöst.